# 宮大工の鑿一丁から生まれた木彫刻美術館・井波
宮大工の鑿一丁から生まれた木彫刻美術館・井波（みやだいくののみいっちょうからうまれたもくちょうこくびじゅつかん・いなみ）は、富山県南砺市井波地域を中心とする日本遺産。

## 概要
2018年5月24日に日本遺産に認定された。申請者は南砺市。
タイトルの一部である「宮大工の鑿一丁」とは、前川三四郎が彫刻技術を教えた井波の宮大工の鑿のことである。また「木彫刻美術館・井波」は、瑞泉寺門前町を中心に、彫刻作品や独自の文化が息づいていることから、旧井波町の地域全体を一つの美術館と見立てている。

## 構成文化財

### 井波地域
- 井波彫刻
- 井波別院瑞泉寺 - 現存する北陸最大の木造建築物。
  - 瑞泉寺山門 - 瑞泉寺の北側の正面にある門。「杉谷山」の額がかかっている。後述の『雲水一疋龍』が施されている。
  - 瑞泉寺勅使門 - 山門の西側にあり、後述の『獅子の子落とし』が施されている。
  - 瑞泉寺太子堂 - 本堂の東側にある。大正時代に建てられ、数多くの木彫刻装飾が施されていることから「井波彫刻の殿堂」とも呼ばれる。
  - 雲水一疋龍 - 山門の正面真ん中に施されている。宝暦の大火のあとの瑞泉寺再建の際、京都から御用彫刻師として派遣された前川三四郎による作品。前川が井波の大工に彫刻の技術を伝え、井波彫刻の歴史が始まったことから「井波彫刻の祖」という認識がある。瑞泉寺が明治の大火を被った際、この龍が山門から抜け出して井戸の水を吸い上げ、火を吹き消したことで類焼を免れたという言い伝えがある。
  - 獅子の子落とし - 勅使門の両側の柱に施されている。番匠屋九代・田村七左衛門による作品。日本の木彫刻史上に残る傑作中の傑作と言われている。
  - 大楼壁 - 瑞泉寺北側にあり、城壁のような石垣でできている。門前町で起こった火災の延焼を防止したり、一向一揆の拠点となった際に防御となったりした。
- 八日町通り - 瑞泉寺の表参道で、井波のメインストリートとしても知られている。沿道には彫刻工房や飲食店、ギャラリーなどが立ち並んでいる。毎月8日に市場が開かれていたことに由来する。
- 齋賀屋住宅
- 町屋の彫刻欄間 - 若駒酒造の看板彫刻が顕著な例である。
- 町屋の木彫刻看板と表札 - 屋号や苗字を彫った看板や表札には、家主や亭主の生まれ年の十二支にちなんだ動物がかたどられることが多い。
- 本町通り - 八日町通りから北に伸びる道路で、上新町（かみあらまち）通り、中新町通り、下新町通りから成る。
- 井波町物産展示館（旧井波駅舎） - かつては加越能鉄道加越線の井波駅として機能していた。寺院風の設計は、松井角平によるもの。
- 浄蓮寺の翁塚と黒髪庵
- 臼浪水 - 瑞泉寺建立の際に、東本願寺5代綽如が乗っていた馬が脚で地面を掘ると、湧水が出たという場所である。「井波」の由来になった場所で、これは後述の木遣踊りの『井波木遣り唄』の中にも登場するエピソードである。
- 井波の蚕堂 - 井波八幡宮の境内にある。
- 井波彫刻総合会館の木彫刻作品群
- 三卓の仏具
- 越中一宮高瀬神社
- 八乙女山鶏塚と風穴
- 井波八幡宮の春季例大祭 - 「井波よいやさ祭り」の名で知られる。町を練り歩く神輿や踊り屋台などの装飾に井波彫刻が施されている。
- 木遣踊り - 瑞泉寺再建の際に、五箇山から大木を引っ張ってきたことに由来する。毎年8月、瑞泉寺の太子伝会（たいしでんえ）に合わせて、旧井波駅から瑞泉寺太子堂までを大木と共に踊り歩く。

### 五箇山地域
- 越中五箇山相倉集落 - ユネスコの世界文化遺産にも登録されている。合掌造りの住居にも欄間や衝立など井波彫刻が施されている場所が多い。
- 五箇山の寺社群（入谷の念仏道場、高草嶺の熊野社、東中江の神明社、下梨の地主神社、中畑の本教寺、皆葎の住吉神社、猪谷高草嶺の念仏道場、猪谷の念仏道場、小原の念仏道場、下島の念仏道場、西赤尾町の八幡社、西赤尾町の行徳寺、楮の聖光寺）

### 城端地域
- 城端神明宮の曳山行事（城端曳山祭） - 重要無形民俗文化財に指定され、ユネスコの無形文化遺産にも登録されている。曳山の木製の装飾の多くは、井波彫刻によるものである。
  - 庵屋台

### 福野地域
- 福野神明社 春季祭礼曳山 （福野夜高祭）- 曳山の木製の装飾の多くは、井波彫刻によるものである。

### 福光地域
- 宇佐八幡宮春季祭礼 - 神輿に井波彫刻が施されている。

### 食文化
- よごし - 茹でた野菜の葉などを細かく切り刻み、味噌で味付けした料理。[2]
- いとこ煮 - 小豆などを煮込んだ料理。[2]
- どじょうの蒲焼 - ハレの日によく食された。[2]
- かぶら寿司 - カブに切り込みを入れ、イワシやサバを挟んで発酵させた料理。[2]